# 配边

(W; M, N)的配边

在数学中，配边（英文：cobordism 来自法文的 bord）是紧流形的等价关系。它使用边界的拓扑概念。若两个流形M和N的不交并是另一个流形W的边界，那么M和N这两个流形是配边的。此外M和N的配边是W：
{\displaystyle \partial W=M\sqcup N}.
配边缩写为 {\displaystyle (W;M,N)}。M的配边类（cobordism class）是与M配边的所有流形的集合。 

## 例子
最简单的例子是区间 I =[0,1]。这是 {0}和{1}这两个0-维流形的1-维配边。

Pair of pants的配边

如果M 是圆，N是两个圆, 那么M 和 N 的不交并是pair of pants（W）的边界。所以pair of pants是M和N的配边。

3维配边 ； 是0-维流形； 是2-环面 （见割補理論）

## 脚注
1. ↑  若M和N是{\displaystyle n}维的，则W是{\displaystyle (n+1)}维的，而且这是{\displaystyle (n+1)}维的配边。